# 郑晓幸
郑晓幸（1956年—），湖北武汉人，汉族，中华人民共和国政治人物，四川省文化厅厅长，中国共产党党员。

## 生平
四川省委党校政治经济学专业毕业。
2008年，当选第十一届全国人民代表大会四川地区代表。2013年，当选第十二届全国人民代表大会四川地区代表。
2016年12月，当选四川省文联主席。2018年2月24日，当选为第十三届全国人大代表。